# Trematodon boasii
Trematodon boasii là một loài rêu trong họ Bruchiaceae. Loài này được W.B. Schofield mô tả khoa học đầu tiên năm 1966.